# 盧導
卢导（866年—941年），字熙化，唐朝末年至五代十国后梁、后唐、后晋官员，祖先是范阳人。
卢导祖父卢伯卿，唐朝殿中侍御史。父亲卢如晦，国子监丞，赠户部侍郎。卢导年轻时儒雅，文辞优美，善谈论。天祐初年，登进士第，担任校书郎，由均州郧乡县令。入朝为监察御史。唐朝灭亡，在后梁升迁为职方员外郎，充史馆修撰，改任河南县令、禮部郎中，赐紫袍，转任右司郎中兼侍御史知杂事。因病免职，闲居汉上。唐明宗天成年间，召拜为右谏议大夫。长兴末年，为中书舍人，权知贡举。次年春，潞王李从珂自凤翔率军攻打京师，唐闵帝逃到卫州，宰相冯道、李愚在天宫寺招集百官，将出迎潞王。当时军队溃败，百官里有很多过了时间还没有到。卢导与舍人张昭远先至，冯道请卢导起草劝进笺，他说：“潞王入朝，郊迎即可；劝进之事，安可造次。潞王与主上，都是太后之子，或废或立，当听从教令，怎能不禀告母后，轻易行事。”冯道说：“凡事要务实，劝进的事能不做吗？”他说：“现在主上蒙尘在外，就忙于将大位劝进他人，如果潞王守道，以忠义指责我们，到那时我们何词以对！不如率群臣至宫门，请求太后决断，我们再去迎接太后指定的君主。”冯道还没说话，京城巡检安从进来报：“潞王到达，百僚为什么没有列班迎接。”于是纷然而去。当天，潞王未至，冯道等站在上阳门外，又令卢导草拟劝进笺，卢导还是坚持原来的观点。李愚说：“卢舍人说得对，我们都是罪人啊。”后晋天福年间，他由礼部侍郎升任尚书右丞，判吏部尚书铨事，任满，拜吏部侍郎。天福六年（941年）秋，在东京开封府去世，时年七十六岁。